# Turritella cochlea
Turritella cochlea là một loài ốc biển, là động vật thân mềm chân bụng sống ở biển thuộc họ Turritellidae.